# Calínico III de Constantinopla
Calínico III de Constantinopla (em grego: Καλλίνικος Γ΄; m. 20 de novembro de 1726) foi patriarca ecumênico de Constantinopla por um único dia em 1726. Ele por vezes nem é contado nas listas patriarcais e, por conta disto, o patriarca Calínico IV, que reinou por um breve período em 1757, é às vezes numerado como o terceiro de seu nome.

## História
Calínico era natural da ilha de Naxos e foi bispo metropolitano de Heracleia Perinto antes de ser eleito patriarca. Quando Jeremias III foi deposto, em 19 de novembro de 1726, Calínico foi eleito na noite do mesmo dia, mas morreu em casa antes de ser entronado, possivelmente fulminado por um ataque cardíaco provocado pela felicidade de ter sido escolhido.
A taxa de nomeação que ele teve que pagar para o sultão otomano para permitir sua eleição foi a maior de todos os tempos: não menos do que 36 400 kurus, o que equivale a cerca de 2 500 quilos de ouro. Os altos valores destas taxas de nomeação, que o Patriarcado quase não tinha condições de pagar, eram devidos não apenas à cobiça dos governantes otomanos, mas também às rivalidades e disputas na própria comunidade grega de Istambul, que provocavam constantes deposições e reinstalações de patriarcas (cada uma delas gerando nova taxa, sempre mais alta que a do rival). Depois do escândalo provocado pela gigantesco desperdício de fundos para um patriarcado de apenas um dia, a situação passou a melhorar gradativamente, com patriarcados mais longos e taxas mais baixas.